# Abdoulay Konko
Abdoulay Konko, né le 9 mars 1984 à Marseille, est un footballeur français, sénégalais et marocain qui évolue au poste de défenseur.

## Biographie
Abdoulay Konko est issue d'un père sénégalais et d'une mère marocaine, il possède trois nationalités : française, sénégalaise et marocaine.

### En club
Formé à l'ASPTT Marseille et par la suite recruté par le centre de formation de Martigues, il rejoint la Juventus à l'âge de 18 ans. Il est prêté au FC Crotone, en Série B, de 2004 à 2006, puis à Sienne en Série A avant d'être transféré au Genoa durant l'été 2007.
Après une saison à Gênes où il participe à 37 rencontres (3 buts), il rejoint le Séville FC pour une somme avoisinant les neuf millions d'euros, où il signe pour cinq ans. En trois saisons dans le club sévillan, Konko prend part à 68 matches et marque 4 buts.
En janvier 2011, il signe en faveur du Genoa contre six millions d'euros, mais son passage est bref puisqu'en juillet de cette même année, il décide de signer à la Lazio Rome.

### En sélection
De père sénégalais, de mère marocaine et né en France, Konko est éligible pour représenter chacune des trois nations. Approché à plusieurs reprises par les fédérations marocaines et sénégalaises, Konko repousse chacune de ces offres dans le but d'attendre une éventuelle convocation en équipe de France.
En novembre 2009, Konko est présélectionné pour les rencontres de barrage au Mondial 2010 face à l'Irlande. Mais il n'est pas retenu par Raymond Domenech dans la liste des joueurs convoqués pour les barrages.

## Palmarès
- Séville FC
  - Vainqueur de la Coupe d'Espagne en 2010.
- Lazio Rome
  - Vainqueur de la Coupe d'Italie en 2013